# Lilly Wasmouth
Lilly Amalia Wasmouth (Wasmuth, gift Cederlund), född 16 juli 1886 i Jakob och Johannes församling i Stockholm, död 25 januari 1970 i Oscars församling, var en svensk skådespelare.
Wasmouth var elev vid Operans balettskola 1903, och antogs vid Dramatens elevskola 1911. År 1912 gifte hon sig med musikern John Cederlund, och framträdde därefter under sitt nya namn. Från mitten av tiotalet verkade hon mest med uppläsningar i olika publika sammanhang.

## Filmroller
- 1910 – Regina von Emmeritz och Konung Gustaf II Adolf – Kätchen.
- 1910 – Emigrant – Vera, Åke Holms syster.
- 1910 – Bröllopet på Ulfåsa – Ingrid, Knuts hustru.
- 1911 – Järnbäraren – En servitris på utvärdshuset.

## Roller på Dramaten
Som Lilly Cederlund
- 1912 – Den gamle prästen av Jakob Knudsen och Sven Lange – En husmanshustru.[7]
- 1913 – Innanför murarna av Henri Nathansen – En jungfru.[8]